# 긴주둥이박쥐
긴주둥이박쥐(Platalina genovensium)는 주걱박쥐과(신세계잎코박쥐과)에 속하는 박쥐의 일종이다. 긴주둥이박쥐속(Platalina)의 유일종이다. 페루의 토착종이다. 먹이는 거의 배타적으로 꽃꿀과 원주형 선인장의 열매이다. 7곳 군데의 개체군만이 알려져 있으며, 긴주둥이박쥐에 대한 연구가 거의 이루어지지 않았지만 주요 먹이를 제공하는 장소가 제거되는 서식지 감소때문에 취약근접종으로 분류되고 있다.